# Frands de Thestrup
 Der er flere personer med dette navn, se Frands Thestrup.
Frands de Thestrup (30. januar 1721 – 15. juni 1796) var en dansk dommer og historiker.
Frands de Thestrup blev født i Aalborg og var søn af landsdommer Matthias de Thestrup. 14 år gammel blev han student fra Aalborg, 1741 sekretær i danske Kancelli, 1743 assessor auscultans i Højesteret, 1745 protokolfører sammesteds, 1746 Assessor i Hofretten og 1751 landsdommer i Jylland efter sin fader. Fra virkelig kammerråd (1745) og virkelig justitsråd (1761) steg han 1770 til etatsråd, blev 1776 konferensråd og 1779 kammerherre. Som landsdommer tog han 1788 sin afsked. Han blev 2. april 1753 optaget i den københavnske frimurerloge St. Martin.
Thestrup lagde sig i sin ungdom med iver efter lovkyndighed, hvorfor det 1740 blev ham overdraget at bistå Lovrevisionskommissionen, og ved siden heraf dyrkede han historiske studier, hvilket må have været grunden til, at han var blandt de første, Jacob Langebek henvendte sig til, da han 1744 havde undfanget idéen til "Det kongelige danske Selskab for Fædrelandets Historie", der udgav Danske Magazin, hvori Thestrups samlerflid har sat sit spor i bidragene til Mariager Klosters historie.
I øvrigt viste han selskabet sin interesse ved at testamentere det de fleste af sine manuskripter (174 nrr.), bøger, kobbere med mere. Thestrup, der havde overtaget Mariagerkloster
efter sin fader 1769, døde barnløs her 15. juni 1796 efter at have oprettet betydelige legater. Han havde 4. maj 1753 ægtet sin kusine Maren Thestrup (født 1731 i København, død 29. april 1790 på Mariagerkloster), datter af professor Christian Thestrup.